# Camptopteroides
Camptopteroides är ett släkte av steklar som ingår i familjen dvärgsteklar.

## Arter
- Camptopteroides alata Lin, 1999
- Camptopteroides armata Viggiani, 1974
- Camptopteroides dorothea Huber, 1999
- Camptopteroides verrucosa (Noyes & Valentine, 1989)